# Dan Scanlon
Pour les articles homonymes, voir Scanlon.
 (juillet 2025).
Dan Scanlon, né le 21 juin 1976 dans le Michigan, est un réalisateur, storyboardeur, scénariste et animateur américain. Il a travaillé pour les studios Disney puis Pixar.

## Filmographie

### Réalisateur
- 2006 : Martin et la Lumière fantôme (co-réalisé avec John Lasseter)
- 2009 : Tracy
- 2013 : Monstres Academy
- 2020 :  En avant

### Scénariste
- 2006 : Martin et la Lumière fantôme avec John Lasseter et Joe Ranft
- 2009 : Tracy
- 2013 :   Monstres Academy avec Robert L. Baird et Daniel Gerson (histoire et scénario)
- 2020 :  En avant avec Jason Headley et Keith Bunin (histoire et scénario)

### Acteur
- 2006 : Cars : voix additionnelles
- 2009 : Tracy : Dan Sullivan (voix)

### Storyboardeur
- 2000 : La Petite Sirène 2
- 2003 : Les 101 Dalmatiens 2
- 2006 : Cars
- 2010 : Toy Story 3

### Producteur
- 2014 : Party Central (producteur exécutif)
- 2020 : Soul (producteur exécutif)

### Animateur
- 1998 : Pocahontas 2 : Un monde nouveau (non crédité)
- 2000 : The Indescribable Nth (court métrage)
- 2000 : Joseph, le roi des rêves